# Biroina topali
Biroina topali är en tvåvingeart som beskrevs av Papp 1995. Biroina topali ingår i släktet Biroina och familjen hoppflugor.
Artens utbredningsområde är Orissa (Indien). Inga underarter finns listade i Catalogue of Life.